# Klement Gottwald

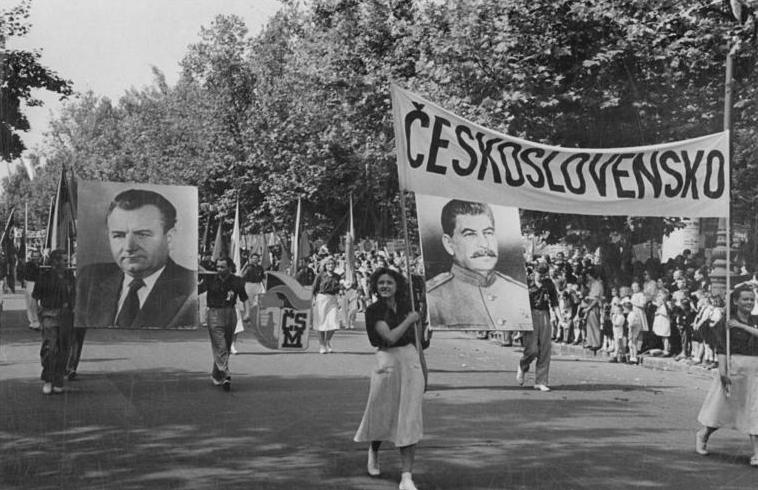
Celebrazione della Giornata internazionale dei bambini 1949, a Budapest, in Ungheria. La fotografia mostra la delegazione cecoslovacca: a sinistra è un ritratto di Gottwald, a destra di Stalin.

Klement Gottwald (Vyškov, 23 novembre 1896 – Praga, 14 marzo 1953) è stato un politico cecoslovacco, leader di lungo corso del Partito Comunista di Cecoslovacchia (KSČ), primo ministro e, attraverso un colpo di Stato sostenuto dall'URSS, divenne presidente della Cecoslovacchia.

## Biografia
Intraprese la professione di ebanista; nel 1921, divenne uno dei fondatori del Partito Comunista di Cecoslovacchia (KSČ), e dal 1921 al 1926 fu editore del giornale e funzionario del KSČ in Slovacchia. Dal 1925 fu membro del Comitato Centrale del KSČ, e dal 1926 al 1929 fu leader del Comitato Centrale di Politica e Propaganda del Comitato Centrale del KSČ. Dal 1929 al 1948 fu membro del Parlamento, dal 1929 al 1945 segretario generale del KSČ, dal 1935 al 1943 segretario del Comintern, dal 1939 al 1945 uno dei capi della resistenza comunista a Mosca, dal 1945 al 1953 fu presidente del KSČ.
Dal 1945 al 1946 fu vice-primo ministro, poi fino al 1948 fu primo ministro della Cecoslovacchia, e dal 1948 al 1953 ricoprì la carica di presidente della Cecoslovacchia. Nel marzo 1945 Edvard Beneš, che era stato presidente della Cecoslovacchia dal 1935 al 1938, e che era stato capo del governo in esilio della Cecoslovacchia a Londra dal 1941, acconsentì a costituire un governo di Fronte Nazionale con Gottwald. Eletto nel primo governo post-bellico ceco a seguito delle elezioni del 1946, Gottwald divenne primo ministro della Cecoslovacchia.
Nel maggio del 1946 Gottwald, leader del KSČ, riuscì a vincere le elezioni con un successo stupefacente: il 38% dei voti. Fu il miglior risultato elettorale mai raggiunto da un partito comunista in un'elezione democratica. Organizzò e diresse il colpo di Stato del 25 febbraio 1948 che inserì il paese a pieno titolo nelle repubbliche popolari satelliti dell'URSS. Il 9 maggio 1948, dopo il colpo di stato di febbraio, il Parlamento approvò una nuova costituzione. Il presidente Beneš rifiutò di firmare la nuova legislazione, e si dimise il 7 giugno 1948 (morendo poi tre mesi dopo). Il 14 giugno, l'Assemblea Nazionale elesse Klement Gottwald nuovo presidente, il che pose fine alla Terza Repubblica cecoslovacca, nazionalizzò le industrie della nazione e collettivizzò le fattorie.
Vi fu una forte resistenza all'interno del governo verso l'influenza russa sulla politica cecoslovacca, e Gottwald istigò una serie di purghe, prima per rimuovere i non-comunisti, ma poi anche contro i comunisti stessi. I principali comunisti vittime di tali purghe erano gli accusati ai processi di Praga, tra cui Rudolf Slánský, segretario generale del partito, Vladimír Clementis (ministro degli esteri) e Gustáv Husák (leader di un corpo amministrativo responsabile per la Slovacchia), che fu poi rimosso dall'ufficio per "nazionalismo borghese". Clementis fu giustiziato nel dicembre del 1952, e centinaia di altri ufficiali di governo furono mandati in prigione. Husák fu riabilitato negli anni sessanta e divenne presidente della Cecoslovacchia nel 1975.
Nella famosa fotografia del 21 febbraio 1948, descritta anche in Il libro del riso e dell'oblio di Milan Kundera, Vladimír Clementis sta di fianco a Gottwald. Quando Clementis fu accusato nel 1950, fu anche cancellato dalla fotografia (insieme al fotografo Karel Hájek) dalla propaganda di Stato. Gottwald morì nel 1953, solo cinque giorni dopo aver partecipato ai funerali di Stalin a Mosca, il 9 marzo, a causa della rottura di un'arteria provocata da problemi di cuore; Gottwald era affetto dalla sifilide e la sua salute inoltre era provata dall'alcolismo. Nel 1953 gli fu eretto un mausoleo, al posto del monumento a Jan Žižka nel quartiere di Žižkov, Praga. Tuttavia, nel 1962, il corpo fu rimosso e cremato su richiesta della famiglia. Gli succedette nella carica di presidente Antonín Zápotocký, primo ministro della Cecoslovacchia dal 1948 al 1953.

## Dopo la morte
- Zlín, una città della Moravia (Cecoslovacchia, oggi Repubblica Ceca), cambiò nome in Gottwaldov per rendergli omaggio, dal 1949 al 1990.
- Zmiïv, città dell'oblast' di Charkiv, in Ucraina, cambiò nome in Hotvald dal 1976 al 1990.
- Námestie Slobody (piazza della libertà) a Bratislava, in Slovacchia, era precedentemente chiamata Gottwaldovo námestie.
- La stazione di Vyšehrad della linea C della metropolitana di Praga fino al 1990 era chiamata Gottwaldova.
- Nel 2005 Gottwald fu votato come peggior ceco di sempre in un sondaggio della televisione ČT (canale gestito dalla BBC). Ricevette il 26% dei voti.[6]